# Staatscourant
De Nederlandse Staatscourant (officiële afkorting: Stcrt.) is een uitgave van de Nederlandse regering waarin algemeen verbindende voorschriften worden gepubliceerd die bij ministeriële regeling zijn vastgesteld, of vanwege het Rijk zijn vastgesteld maar niet in het Staatsblad gepubliceerd worden. Daarnaast worden ook bekendmakingen van lagere overheden en gerechtelijke aankondigingen opgenomen, waaronder een oproeping van schuldeisers in het kader van de vereffening van een nalatenschap die beneficiair aanvaard is.

## Bekendmaking
De zorg voor de uitgifte van de Staatscourant berust bij de minister van Binnenlandse Zaken. De Staatscourant wordt digitaal gepubliceerd op de website officielebekendmakingen.nl, waar alle edities van de Staatscourant vanaf 1995 staan. Sinds 1 juli 2009 is dit de authentieke bron.

## Aanleveren voor publicatie
De aanlevering van de publicaties voor de Staatscourant vindt nagenoeg geheel digitaal plaats. Overheidsinstanties leveren hun publicaties aan via een online Digitaal Loket. Particulieren en bedrijven leveren hun publicaties (overwegend gerechtelijke aankondigingen zoals echtscheidingen, ondercuratelestellingen, liquidaties en verder fusies, aanbestedingen e.d.), per e-mail aan. Aan het publiceren van gerechtelijke aankondigingen zijn geen kosten verbonden, wel geldt er een legitimatieplicht.

## Nummering
Voorheen werd er genummerd per papieren editie van de Staatscourant. De papieren Nederlandse Staatscourant werd gedateerd op de datum waarop deze werd geproduceerd, niet op de datum waarop deze werd gepubliceerd.
Sinds 1 juli 2009 heeft iedere bekendmaking een eigen nummer. Deze opeenvolgende nummering begint ieder jaar opnieuw bij 1 (zo ongeveer, niet alle nummers worden gebruikt). De naam van een elektronische bekendmaking van de Staatscourant luidt vanaf die datum stcrt [jaargang], [nummer]. De bestandsnaam is stcrt-[jaargang]-[nummer], waarmee de webadressen voor de laagst genummerde publicatie van 2015 bijvoorbeeld https://www.officielebekendmakingen.nl/stcrt-2015-9.html (html-versie) en https://zoek.officielebekendmakingen.nl/stcrt-2015-9.pdf (authentieke versie) zijn, en voor een publicatie van eind 2014 https://zoek.officielebekendmakingen.nl/stcrt-2014-37893.html en https://zoek.officielebekendmakingen.nl/stcrt-2014-37893.pdf. De datering is niet helemaal in dezelfde volgorde als de nummering.

## Aanhaling
De Aanwijzingen voor de regelgeving bepalen in de aanwijzingen 86 en 87 dat bij aanhaling van  een ministeriële (rijks)regeling met de citeertitel de Staatscourant waarin zij is geplaatst  niet wordt vermeld (de regeling wordt door de citeertitel afdoende geïdentificeerd) en anders aangehaald overeenkomstig het model: regeling van de Minister van/voor / Staatssecretaris van ......... van ...... (datum) tot/, houdende ...... (Stcrt. (jaartal), (volgnummer)).

## Voorschrift tot publicatie
De Wet van 11 februari 2015 tot wijziging van het Wetboek van Burgerlijke Rechtsvordering en enige andere wetten in verband met bekendmakingen aan personen zonder bekende woon- of verblijfplaats, die in werking treedt op 1 juli 2015, vervangt in bepaalde gevallen een voorschrift tot publicatie in een of meer papieren dagbladen door een voorschrift tot publicatie in de Staatscourant. Publicatie van een uittreksel van een openbaar exploot gaat € 5 kosten. In verband met de bescherming van de persoonlijke levenssfeer is de tekst slechts gedurende de eerste drie maanden doorzoekbaar; daarna staat alleen nog een image-PDF op de website.
In de Wet bescherming erfgenamen tegen schulden is van de gelegenheid gebruikgemaakt om dit ook in relatie tot nalatenschappen zo te regelen. Publicatie in een of meer papieren dagbladen wordt niet meer expliciet genoemd, al kan het wel vallen onder de aanwijzingen die de kantonrechter kan geven  bij de vereffening van een specifieke nalatenschap.

## Geschiedenis
De Staatscourant bestaat sinds 1814, eerst als papieren uitgave. Deze heeft (evenals die van het Staatsblad), na bijna 200 jaar, opgehouden te bestaan. Op 1 juli 2009 is de laatste papieren Staatscourant 's middags aan staatssecretaris Bijleveld van Binnenlandse Zaken aangeboden. Vanaf die datum verscheen een nieuwe papieren krant wekelijks onder de naam SC. Dit blad bevatte geen bekendmakingen meer, maar uitsluitend redactionele inhoud met betrekking tot bestuurlijke onderwerpen. Per 9 juli 2019 is ook deze uitgave opgehouden te bestaan (de website is nog tot 1 januari 2020 te raadplegen, maar wordt niet meer geactualiseerd).
Van 1940 - 1945 was er een Londense versie en een versie vanuit bezet Nederland, met handhaving van de naam Staatscourant van het Koninkrijk der Nederlanden.

## Oplagecijfers
(papieren uitgave)
- 1968: 9.000
- 1978: 10.000
- 1988: 12.000
- 1993: 14.629

Gemiddeld verspreide oplage van de Staatscourant tussen 2006 en 2009
Cijfers volgens HOI, Instituut voor Media Auditing